# سباستین زایده
سباستین زایده (انگلیسی: Sebastian Seidl; ۱۲ ژوئیهٔ ۱۹۹۰) جودوکار اهل آلمان بود.